# شوكية (مالطا)

موقع القرية

شوكية (بالمالطية:Xewkija) هي قرية في جزيرة غودش المالطية إحدى جزر الأرخبيل المالطي. تعتبر رابع أكبر قرى الجزيرة بحيث ضمت 3115 نسمة حسب إحصائيات نوفمبر 2005.

## وصلات خارجية
- المجلس المحلي نسخة محفوظة 6 فبراير 2012 على موقع واي باك مشين.